# Gastone Biggi
Gastone Biggi (Roma, 12 febbraio 1925 – Langhirano, 29 settembre 2014) è stato un pittore, scrittore e poeta italiano.

## Biografia
Diplomatosi al Liceo artistico di Roma, Biggi ha insegnato materie artistiche nello stesso Liceo fino al 1984. Inizia la sua attività di pittore nel 1947 e da allora ha tenuto mostre personali nelle maggiori città italiane. Ha tenuto, inoltre, mostre personali anche nei Paesi Bassi e in Svezia ed è stato invitato alle più importanti Biennali e Quadriennali, oltre che alle grandi esposizioni dell'arte italiana a Montréal, Mosca, Nuova Delhi, Stoccolma, New York, Boston, Niigata in Giappone, Londra, Madrid, Banja Luka, Ciudad Bolívar, in Venezuela. Biggi ha inoltre ottenuto diversi Premi Nazionali e Internazionali e le sue opere sono esposte nelle maggiori Gallerie d'Arte Moderna del mondo.
Alla pittura ha sempre affiancato l'attività di scrittore d'arte e musicologo.
Nel 1962 esce Nascita di un punto contenente 23 continui segnici ma soprattutto la teorizzazione di quella che sarà, nelle molteplici sfaccettature, la sua grande ricerca pittorica: è un momento fondamentale per Biggi in quanto da questo momento si concentrerà su un preciso e ragionato lavoro. È nel 1962 che si concretizzerà con la formazione di Gruppo 1: Biggi, Frascà, Santoro e Uncini con il grande appoggio di Giulio Carlo Argan che ne sarà militante promotore. Ha collaborato dal 1970 al 1980 con il quotidiano L'Umanità, curando la rubrica Azzerando, successivamente con la rivista d'arte Art Leader con la rubrica Dibattiti e con la rivista Terzocchio con la rubrica Parole d'artista. Nel 1975 ha tenuto tre mostre antologiche a Torino, Roma e Milano, e nel 1988, una mostra antologica a palazzo Ruspoli di Nemi, Biggi: Percorso d'artista 1958-1988.
Nel 1992 pubblica BISNY. Da Bisanzio a New York (riflessioni critiche di un artista sull'arte antica, moderna e contemporanea) per le Edizioni Bora di Bologna. Con lo stesso editore pubblica nel 1994 Io, gli anni Sessanta e il Gruppo Uno, una personale testimonianza degli anni '60.
Nel 1999 pubblica un'ampia monografia dal titolo Autoritratto 1947-1999 a cura di Marco Tonelli, a cui seguono Oltre l'orizzonte (2001) e Le cosmocromie a cura di Elena Pontiggia.
Nel 2004 Carlo Arturo Quintavalle riprende il lavoro di Biggi ed inaugura una grande mostra antologica di opere grafiche e di pittura che rimangono la testimonianza più vera di una genesi concettuale ed il suo sviluppo attraverso anni di lavoro all'ombra di una storia, mai dimentica, rende omaggio al suo caparbio e prezioso lavoro.Sarà celebrato presso il salone delle Scuderie del palazzo della Pilotta di Parma, che verranno presentate nell'importante libro Gastone Biggi, Skira editore. Nello stesso anno espone con una mostra antologica alla Galleria Art Time a Brescia, che pubblica per l'occasione il libro Testimoni a favore.
Nel 2005 con l'Editore Maretti pubblica il volume Incursioni d'artista, esponendo le sue opere a Monte Carlo (Monaco) e alla GAM di Faenza, in collaborazione con la Galleria Art Time di Brescia, e pubblica il Manifesto del Realismo astratto, concetto già anticipato nel 1949, presente in diverse serie, ed esposto con il ciclo "Eventi".
Sempre nel 2006 è protagonista del cortometraggio di Giorgio Kiaris dal titolo Art in Progress, che riprende Gastone Biggi mentre dipinge un'opera del ciclo Guerra e Pace, ispirata al gioco del calcio. Il cortometraggio è stato selezionato per il Festival internazionale del cinema d'arte di Bergamo di quell'anno.
Nel 2008 inaugura una mostra antologica in occasione dei suoi 60 anni di pittura, “Biggi 1948-2008”, alla Casa del Pane di Milano. Nello stesso anno pubblica il libro d'artista Minimilano, un taccuino di poesie e guaches su Milano e il romanzo Anelio, entrambi con la Silvia Editrice.
Nel 2009, partecipa alla 53ª Biennale di Venezia e pubblica il libro Tutta un'altra storia..., edito da Studi Uniti, una rivisitazione ironica della storia dalle origini ai nostri giorni.
Nel 2010 espone con la mostra, Gastone Biggi “Attraversamenti”, nelle sale di Palazzo Sant'Elia a Palermo: nello stesso anno, con lo stesso editore pubblica il libro Anni '50, la svolta.
Nel 2011 il successo a livello internazionale: espone con la mostra antologica "Biggi" in Cina presso la sede dell'Urban Planning Exhibition Center di Shanghai. L'esposizione è organizzata dall'Istituto Italiano di Cultura di Shanghai.
Nel 2013, il museo Palazzo Collicola arti visive - Museo Carandente di Spoleto gli dedica una importante retrospettiva, dal titolo “Antologica”, che ripercorre il percorso artistico dagli anni '60, sino all'ultimo ciclo di opere dedicate a New York.
Nel dicembre del 2013 ha luogo una mostra antologica alla Withebox Art Center, New York, curata da Gianluca Ranzi.
Si spegne a Langhirano il 29 settembre 2014 all'età di 89 anni.

## Scritti dell'autore
- Gastone Biggi, Morte e trasfigurazione della pittura contemporanea, Prefazione di Roberto Rossini, Studi Uniti, 2014, ISBN 978-88-941557-2-3.

- Gastone Biggi, Il realismo astratto. Fenomenologia e cause, Falciano, Maretti, 2012, ISBN 978-88-89477-80-9.

- Gastone Biggi, Anni '50: la svolta, Maretti, 2010, ISBN 978-88-89965-98-6.

- Gastone Biggi, È tutta un'altra storia ..., Prefazione di Giorgio Kiaris, Studi Uniti, 2009.

- Gastone Biggi, Anelio, Cologno Monzese, Silvia, 2008, ISBN 978-88-88250-86-1.

- Gastone Biggi, Io, gli anni Sessanta e il Gruppo 1, Bologna, Bora, 1994, ISBN 88-85345-38-7.

- Gastone Biggi, Bisny: da Bisanzio a New York. 1979-1992, prefazione di Elena Pontiggia, Bologna, Bora, 1992, ISBN 88-85345-20-4.

## Gastone Biggi nei musei
- MACC, Calasetta